# درن گیبسون
درن توماس دنیل گیبسون (انگلیسی: Darron Thomas Daniel Gibson؛ زادهٔ ۲۵ اکتبر ۱۹۸۷) بازیکن فوتبال اهل ایرلند است.